# Communauté rurale de Ndoga Babacar
La communauté rurale de Ndoga Babacar est une Commune du Sénégal située à l'est du pays dans la region de TAMBACOUNDA. 
Elle fait partie de l'arrondissement de Makacolibantang, du département de Tambacounda et de la région de Tambacounda.